# Chaser (гурт)
Chaser — Американський панк-рок-гурт з округу Орендж, Каліфорнія, утворений у 2000 році.

## Історія
Гурт утворено осінню 2000-го року, коли четверо хлопців з округу Орендж зібрались в гаражі свого барабанщика, щоб грати помірно швидкий панк-рок. Початково до гурту входили: Майк ЛеДонне (Mike LeDonne) (основний автор пісень гурту) та ще троє шкільних друзів: Ей Джей Леттері (AJ Latteri), Джош Миллікан (Josh Millican) та Майк Деннінг (Mike Denning) (гітарист). Коли Майк Деннінг поїхав продовжувати навчання на Гаваї, гітару в руки взяв вокаліст. Невдовзі Chaser почали виступати, а кількість фанатів росла ж кожним шоу. Наприкінці 2002-го до гурту приєднався ритм-гітарист Нейт Уорнер (Nate Warner), що дало можливість Майку ЛеДонне зосередитись на вокалі. В такому складі гурт грав декілька років, допоки у 2006 Кемерон Деннінг (Cameron Denning) (молодший брат Майка Деннінга) не замінив Нейта в якості соло-гітариста.
У 2001 році виходить їх дебютний студійний альбом, «Numb America».
У 2005 році, Chaser підписали контракт з Felony Records.
У 2006 році виходить їх другий студійний альбом, «Numb America» на підтримку якого гурт вирушає в турне по Європі разом з Good Riddance. Після турне, Ей Джей Леттері оголосив що покидає гурт. CHASER запросили Джесс Стопніцкі (Jesse Stopnitzky) в якості нового басиста гурту, який також став бек-вокалістом.
У 2010 році виходить їх третій студійний альбом, «The Big Picture»
У 2016 році виходить їх четвертий студійний альбом, «Sound the Sirens»

## Склад гурту
Поточні учасники
- Майк ЛеДонне (Mike LeDonne) — вокал
- Джесс Стопніцкі (Jesse Stopnitzky) — бас-гітара, бек-вокал
- Білл Хокмут (Bill Hockmuth) — гітара
- Дейві Гай (Davey Guy) — ударні, перкусія

Колишні учасники
- Ей Джей Леттері (AJ Latteri) —бас-гітара
- Джош Миллікан (Josh Millican) —ударні
- Майк Деннінг (Mike Denning) — гітара
- Нейт Уорнер (Nate Warner) — ритм-гітара
- Кемерон Деннінг (Cameron Denning) — гітара

## Дискографія

### Студійні альбоми
- In Control (2003)
- Numb America (2006) (2019 Remastered)
- The Big Picture (2010)
- Sound the Sirens (2016)

### Збірки
- Garage Years: Unreleased & Out of Print (2016)

### Міні-альбоми
- Action / Accion (2011)
- Dying Scene: Acoustic Sessions (2018)

### Спільні альбоми
- Felony Split 7" Vol. 1 with False Alliance (2005)

### Сингли
- Music 4 Cancer: The Cause
- A Very Recessive Christmas